# Averostra
Averostra, ou "focinho de pássaro", é um clado que inclui a maioria dos dinossauros terópodes, nomeadamente Ceratosauria e Tetanurae. Ambos sobreviveram ao período Cretáceo. Quando o evento de extinção Cretáceo-Paleógeno ocorreu, ceratosaurianos, megaraptorans um grupo incerto dentro de Tetanurae, precisamente dentro dos clados Coelurosauria, Tyrannosauroidea e Maniraptoriformes, ainda existiam. Apenas um subgrupo de Maniraptoriformes, as aves, sobreviveu ao evento de extinção e persiste até os dias atuais.
Uma importante característica diagnóstica do Averostra é a ausência do quinto metacarpo. Outros saurísquios retiveram esse osso, embora em uma forma significativamente reduzida.

## Definição
Averostra foi nomeada por Gregory S. Paul em 2002 como um clado baseado em apomorfia definido como o grupo que inclui os Dromaeosauridae e outros Avepoda com (um ancestral com) uma fenestra promaxilar (fenestra promaxillaris), uma abertura extra na parte frontal externa do maxila, o osso que constitui a mandíbula superior. Posteriormente, foi redefinido por Martin Ezcurra e Gilles Cuny em 2007 como um clado baseado em nós contendo Ceratosaurus nasicornis, Allosaurus fragilis, seu último ancestral comum e todos os seus descendentes. Michael Mortimer comentou que a definição original baseada na apomorfia de Paulo pode tornar Averostra um clado muito mais amplo do que o ramo dos Ceratosaurus e Allosaurus, potencialmente incluindo todos os Avepoda ou mais.
O clado formado por Ceratosauria e Tetanurae excluindo Coelophysoidea foi primeiramente denominado Neotheropoda por Robert Bakker em 1986, mas esse nome foi usado posteriormente pela maioria dos autores para um clado que também contém Coelophysoidea e é semelhante em conteúdo a Avepoda.
Uma monografia de 2020 apoiou a classificação dos primeiros grandes terópodes jurássicos, como Dilophosaurus, como não membros de Averostra (conforme definido por Ezcurra e Cuny), mas relacionados a membros basais.